# Ріц (місячний кратер)
Кра́тер Ріц (лат. Ritz) — великий метеоритний кратер у південній півкулі зворотного боку Місяця. Назва присвоєна на честь швейцарського фізика-теоретика і математика Вальтера Ріца (1878—1909) й затверджена Міжнародним астрономічним союзом у 1970 році.

## Опис кратера

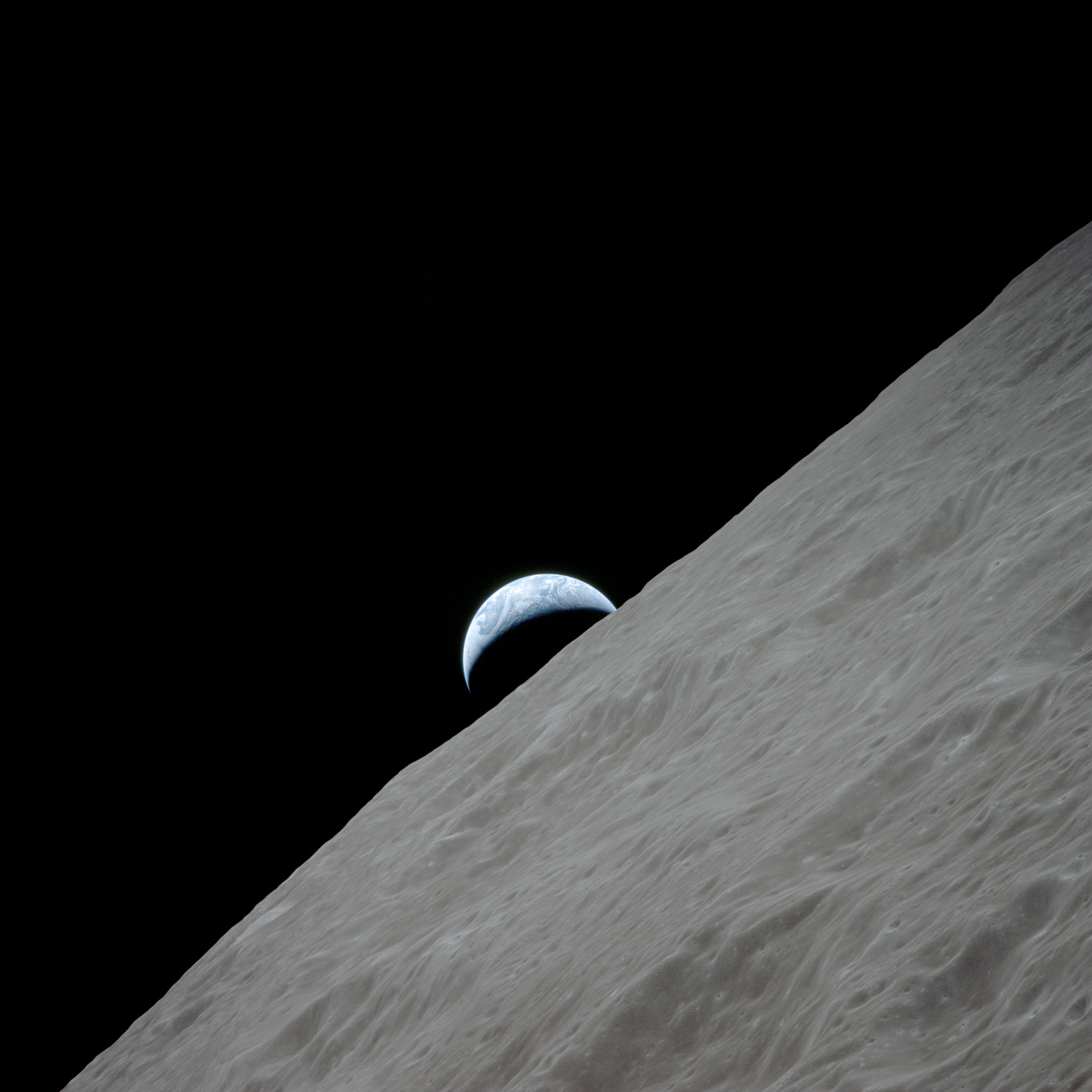
Схід Землі над кратером Ріц. Світлина з борту Аполлона-17

Найближчими сусідами кратера є кратер Бруннер на півночі північному заході; кратер Ганський на північному сході; кратер Склодовська на південному сході і кратер Шорр на південному заході. Селенографічні координати центра кратера 15°22′ пд. ш. 92°23′ сх. д. / 15.37° пд. ш. 92.38° сх. д., діаметр 53,8 км, глибина 2,4 км.
Кратер має полігональну форму і є суттєво зруйнований. Вал згладжений і перекрити безліччю маленьких і мілких кратерів. До південно-східної частини вала прилягає сателітний кратер Ріц J. Висота валу над навколишньою місцевістю сягає 1130 м, об'єм кратера становить приблизно 2100 км³. Дно чаші відзначене безліччю дрібних кратерів, без примітних структур.
Не зважаючи на розташування на зворотному боці Місяця за сприятливої лібрації кратер є доступним для спостереження із Землі, однак під низьким кутом й у спотвореній формі.

## Сателітні кратери

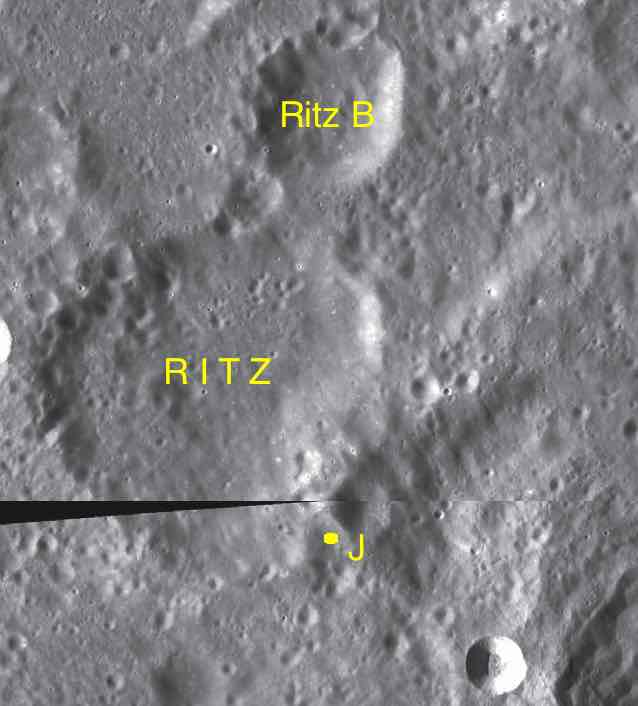
Фрагменти мап LAC-82, LAC-100.

| Ріц | Координати                                                | Діаметр, км |
| --- | --------------------------------------------------------- | ----------- |
| B   | 13°50′ пд. ш. 93°02′ сх. д. / 13.83° пд. ш. 93.04° сх. д. | 26,8        |
| J   | 16°15′ пд. ш. 93°01′ сх. д. / 16.25° пд. ш. 93.01° сх. д. | 8,5         |